# Heinrich Lange (Politiker, 1898)
Heinrich Lange (* 2. Mai 1898; † nach 1955) war ein deutscher Politiker (SPD). Er war Mitglied der Bremischen Bürgerschaft.

## Biografie
Lange war als Buchhalter in Bremen tätig.
Er war Mitglied in der SPD und in verschiedenen Funktionen aktiv. Er war für die SPD von 1947 bis 1955 in der 2. und 3. Wahlperiode acht Jahre lang Mitglied der Bremischen Bürgerschaft und in der Bürgerschaft in verschiedenen Deputationen tätig.